# Detector d'anomalies magnètiques

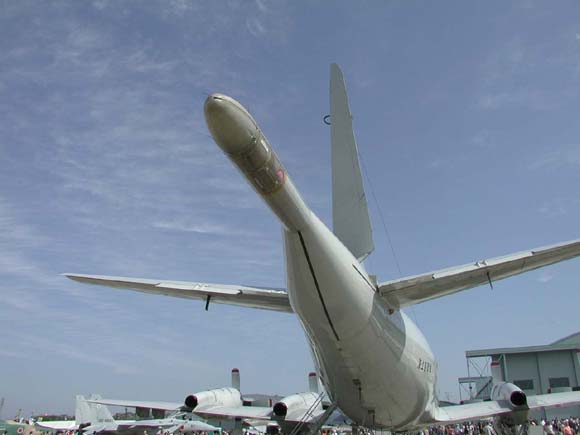
MAD a la part posterior d'un P-3C

Un detector d'anomalies magnètiques (en anglès magnetic anomaly detector abreujat MAD) és un equip emprat per detectar petites variacions en el camp magnètic terrestre. Està format per magnetòmetres i s'utilitza per detectar un submarí des d'aeronaus antisubmarines. Es basa en el fet que una massa de material ferromagnètic altera el camp magnètic terrestre, i per tant, pot ser detectada.
Per reduir les interferències dels equips elèctrics de l'aeronau, els magnetòmetres solen anar muntats en una extensió de la cua, o en un artefacte remolcat. Fins i tot en aquest cas, l'aeronau ha d'estar molt a prop del submarí per detectar l'anomalia. Tant el tonatge de submarí com els materials amb què està construït afecten a la distància de detecció.
Se sol emprar per confirmar la detecció d'un submarí al qual s'està seguint per altres mitjans, normalment acústics.

## Història

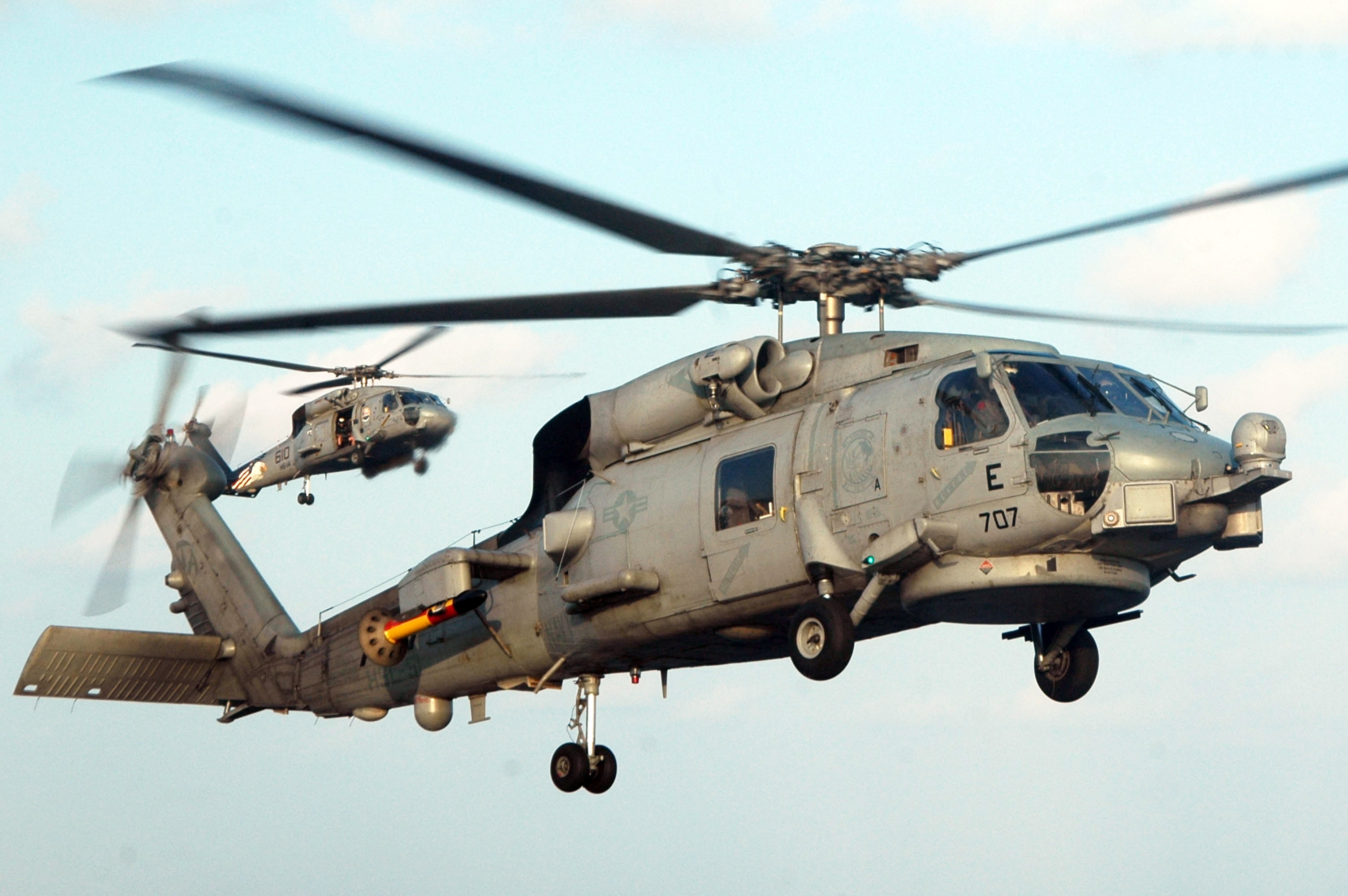
Un SH-60B Seahawk helicòpter porta MAD vermell i groc anomenat ‘MAD bird', a la par posterior del fuselatge.

L'exploració geològica per mitjà de la mesura i l'estudi de la variacions en els camps magnètics de la Terra ha estat utilitzada pels científics des 1843. El primer ús dels magnetòmetres va ser per localitzar dipòsits de minerals. El primer tractat científic a descriure l'ús pràctic va ser publicat el 1879, titulat 'L'examinació dels dipositar de mineral de ferro utilitzant mitjans magnètics' per Thales.
Un altre ús militar per als magnetòmetres és el que van utilitzar en la Guerra del Vietnam els Hercules AC-130A Spectre, per detectar camions pel soroll magnètic que emetien les seves bobines d'ignició.